# Вешки (Орловская область)
Вешки́— посёлок в Новосильском районе Орловской области России входит в состав Вяжевского сельского поселения.

## География
Расположен на правом берегу реки Зуши.

## История
Посёлок Вешки (Полевые Вешки) образовался в послереволюционное время. Основными переселенцами были жители села Вяжи.

## Население
| 2010 |
| ---- |
| 1    |

## Примечание
1. 1 2  Всероссийская перепись населения 2010 года. 7. Численность населения городских округов, муниципальных районов, городских и сельских поселен